# 邳睢県
邳睢県（ひすい-けん）は中華人民共和国江蘇省にかつて存在した県。現在の邳州市及び睢寧県に相当する。
国共内戦中の1948年（民国37年）、中国共産党により邳県及び睢寧県が統合され成立した。1949年から1952年までは蘇北行署区の管轄とされていた。1953年に江蘇省に移管、同年廃止され、管轄区域は邳県及び睢寧県に分割された。